# Brett Ratner
Brett Ratner (Miami Beach, Florida, 1969. március 28. –) amerikai rendező, producer. A Csúcsformában-sorozat, a Segítség, apa lettem!, A vörös sárkány, az X-Men: Az ellenállás vége és a Hogyan lopjunk felhőkarcolót? című filmek rendezője.
Karrierjét videoklipek rendezésével kezdte az 1990-es években. Első filmjét 1997-ben készítette el, Pénz beszél címmel. Filmjei összességében több, mint 2 milliárd dolláros bevételt hoztak világszerte. A RatPac Entertainment cég társalapítója. 2013 szeptemberében a RatPac és a Warner Bros. szerződést kötöttek, amelynek során 75 filmet készít együtt a két cég. 2017 januárjában megkapta saját csillagát a Hollywood Walk of Fame-en.
Filmjei erősen megosztották a közönséget és a kritikusokat egyaránt, a filmes oldalakon vegyes vagy negatív kritikákat kaptak. 2017-ben több színésznő is szexuális zaklatással vádolta meg. Ezt követően a rendező nem készített több hollywoodi filmet, 2023-ban pedig Izraelbe emigrált.

## Fiatalkora és családja
Miami Beachen született, Marsha Presman és Ronald Ratner gyermekeként. "Középosztálybeli zsidó családban" nőtt fel.
Apja Lee Ratner ingatlanügynök és patkányméreg-árus fia volt. Anyja Kubában született, és az 1960-as években vándorolt be az Egyesült Államokba szüleivel, Fanita és Mario Presmennel.
Anyja 16 éves volt, amikor Ratner megszületett. Ratner elmondta, hogy "nem igazán ismerte" a valódi apját, és Alvin Malnik ügyvédet tartotta az apjának (aki állítólagos szervezett bűnözői kapcsolatokkal rendelkezik). Malnik Lee Ratner barátja volt.
Ratner valódi apja hajléktalan lett; ez ihlette Brett-et arra, hogy a Chrysalis nevű, hajléktalanokat segítő nonprofit szervezet ülésének egyik tagja legyen.
A Rabbi Alexander S. Gross Hebrew Academy általános iskola tanulója volt Izraelben, és 1986-ban érettségizett a Miami Beach Senior High School tanulójaként. Nem sokkal a középiskolai érettségije előtt Ratner anyja és valódi apja összeházasodtak.
1990-ben érettségizett a New York Egyetemen. 2010-ben elmondta, hogy Martin Scorsese 1980-as Dühöngő bika című filmje nagy hatással volt rá.

## Filmográfia

### Filmrendező
| Év   | Magyar cím                    | Eredeti cím                | Megjegyzés      |
| ---- | ----------------------------- | -------------------------- | --------------- |
| 1997 | Pénz beszél                   | Money Talks                |                 |
| 1998 | Csúcsformában                 | Rush Hour                  |                 |
| 2000 | Segítség, apa lettem!         | The Family Man             |                 |
| 2001 | Csúcsformában 2.              | Rush Hour 2                |                 |
| 2002 | A vörös sárkány               | Red Dragon                 |                 |
| 2004 | Az utolsó gyémántrablás       | After the Sunset           | producer is     |
| 2006 | X-Men: Az ellenállás vége     | X-Men: The Last Stand      |                 |
| 2007 | Csúcsformában 3.              | Rush Hour 3                |                 |
| 2009 |                               | The Shooter Series: vol. 1 | Direct-to-video |
| 2011 | Hogyan lopjunk felhőkarcolót? | Tower Heist                |                 |
| 2014 | Herkules                      | Hercules                   | producer is     |